# Fotogramas de Plata 1954
El lliurament del 5è Premi Fotogramas de Plata (coneguts oficialment com a Placa San Juan Bosco), corresponents a l'any 1954 lliurat per la revista espanyola especialitzada en cinema Fotogramas que atorgava el premi al "millor intèrpret de cinema espanyol que hagi demostrat amb propietat un paper de destacats valors morals, va tenir lloc el 31 de gener de 1955, diada de Sant Joan Bosco, a la residència de la família Nadal-Rodó, propietària de la revista, al barri de Pedralbes (Barcelona).

## Candidatures

### Millor intèrpret de cinema espanyol
| Intèrpret               | Pel·lícula             | Resultat  |
| ----------------------- | ---------------------- | --------- |
| Rafael Rivelles Guillem | Murió hace quince años | Guanyador |